# Stéphane Lorenzo
Pour les articles homonymes, voir Lorenzo.
Stéphane Lorenzo, né le 22 juillet 1973 à Belley et mort le 23 mai 2023 à Chambéry, handicapé de naissance (agénésie fémorale gauche, c'est-à-dire né sans fémur à la jambe gauche), est le premier français handicapé à avoir réussi la traversée de la Manche à la nage, le 2 août 2010.
Cette traversée a été validée par la Channel Swimming Association, le nageur étant uniquement vêtu d'un maillot de bain classique, d'un bonnet de bain et de lunettes de natation.
Stéphane Lorenzo a réussi la traversée après 16 h 11 de nage et plus de 63 km (34 milles nautiques).